# Кёнигсбергский договор (1656)
Кёнигсбергский договор (1656) (нем. Königsberger Vertrag (1656), швед. Fördraget i Königsberg) — юридический документ, которым был определён правовой статус княжества Бранденбург-Пруссия. Был подписан королём Швеции Карлом Х Густавом и курфюрстом Бранденбург-Пруссии Фридрих Вильгельмом I 17 января 1656 года в замке Кёнигсберг.

## История

### Предпосылки создания
Ситуация на международной арене, которая создала предпосылки для создания Кёнигсбергского договора, выглядела следующим образом. В 1654 году Русское царство объявило войну Речи Посполитой за контроль над землями современных Украины и Белоруссии. Швеция, в свою очередь, воспользовалась ситуацией для расширения своих владений за счет прибалтийской территории Речи Посполитой. Вдобавок к этому в Стокгольме рассчитывали вынудить короля Яна Казимира согласиться на шведский протекторат над Курляндией и Восточной Пруссией. Эти события, разворачивающиеся в Восточной Европе, не могли остаться без внимания со стороны Фридриха Вильгельма I.
В 1655 году представители польской шляхты обратились к Фридриху Вильгельму I с просьбой о защите и даже выразили готовность видеть его на польском троне. Помимо желания расширить собственные владения его волновала судьба герцогства Прусского, которое оказывалось окруженным шведскими владениями. Сперва он дал согласие шведской армии на проход через свои владения в Великую Польшу, но одновременно начал поиск союзников, чтобы совместно дать бой Швеции. Тем временем вражеские войска оккупировали практически всю территорию Речи Посполитой и сосредоточили свой следующий удар в направлении Прусского герцогства.
В январе 1656 года шведский король Карл Х Густав во главе шведской армии двинулся из Пруссии в Польшу для подавления восстания под предводительством Яна Казимира. Почти все польские замки в Королевской Пруссии добровольно признали власть шведского короля. Курфюрст бранденбургский Фридрих Вильгельм I, который номинально являлся вассалом Речи Посполитой, собрав свою армию и объединившись с отрядами польских воинов, встретил шведские войска на границе Речи Посполитой и Пруссии. В этой битве он потерпел поражение и вынужден был искать пути примирения с шведским королём Карлом Х Густавом. Тем временем три шведские армии вторглись в Пруссию и подошли к окрестностям города Кёнигсберг.

### Подписание
Будучи инициатором мирных переговоров, Фридрих Вильгельм I просил аудиенции со шведским королем, которая состоялась 17 января 1656 года в замке Кёнигсберг. По требованию Карла Х Густава был заключен не просто мирный договор, а военно-политический союз, по условиям которого Пруссия признавала над собой верховную власть Швеции и обязывалась участвовать в войне против Речи Посполитой. Незамедлительно передавался в подчинение шведской армии бранденбургский вспомогательный корпус в составе полутора тысяч человек. Кроме того, в документ был включен пункт, согласно которому Фридрих Вильгельм I (кальвинист по вероисповеданию) признавал и гарантировал уравнение в правах для лютеран, что проживали на подконтрольных ему территориях.